# Urrotz
Urrotz (oficialment en castellà Urroz-Villa) és un municipi de Navarra, pertanyent a la comarca d'Aoiz dins la merindad de Sangüesa.

## Demografia
| Evolució demogràfica                                   | Evolució demogràfica | Evolució demogràfica | Evolució demogràfica | Evolució demogràfica | Evolució demogràfica | Evolució demogràfica | Evolució demogràfica | Evolució demogràfica | Evolució demogràfica | Evolució demogràfica |
| 1996                                                   | 1998                 | 1999                 | 2000                 | 2001                 | 2002                 | 2003                 | 2004                 | 2005                 | 2006                 | 2007                 |
| ------------------------------------------------------ | -------------------- | -------------------- | -------------------- | -------------------- | -------------------- | -------------------- | -------------------- | -------------------- | -------------------- | -------------------- |
| 363                                                    | 355                  | 360                  | 361                  | 352                  | 365                  | 369                  | 384                  | 379                  | 378                  | 388                  |
| Fonts: Urroz-Villa i Institut d'Estadística de Navarra |                      |                      |                      |                      |                      |                      |                      |                      |                      |                      |